# Rogers-Plan
Der Rogers-Plan war ein vom damaligen US-Außenminister William P. Rogers am 19. Juni 1970 präsentierter Friedensvorschlag zur Beendigung des seit dem Sechstagekrieg (1967) anhaltenden Kriegszustandes im Nahostkonflikt der Regierung von Richard Nixon zuhanden von Israel, Ägypten und Jordanien. Grundlage des Vorschlags war u. a. die Resolution 242 des UN-Sicherheitsrates.

## Der Plan und die Reaktionen
In einer ersten Phase sollte es eine dreimonatige erneuerbare Waffenruhe am Suezkanal geben. Dem sollte eine gemeinsame Erklärung Israels, Ägyptens und Jordaniens zur Akzeptanz der Resolution 242 folgen. In einem dritten Schritt sollten die drei Staaten unter Leitung des UN-Sondergesandten Gunnar Jarring in Friedensverhandlungen eintreten. Ein beiderseitiger Abzug von Raketenstellungen aus der Kanalzone wurde in einer Zusatzklausel des UN-Diplomaten als weitere Anforderung festgehalten. Der US-amerikanische Botschafter Walworth Barbour in Tel Aviv überbrachte den Vorschlag der israelischen Seite.
Israel unter Führung von Golda Meir lehnte ab und behandelte den Plan als Skandal. Ebenso negativ reagierten die meisten Mitglieder des israelischen Regierungskabinetts. Die Regierung Ägyptens von Gamal Abdel Nasser stimmte zu. Auch König Hussein von Jordanien stimmte mit den auch von Ägypten geäußerten Vorbehalten zu. Insbesondere wurde das Rückkehrrecht der Nakba-Vertriebenen betont. Die arabische Seite hatte zutreffend damit gerechnet, dass Israel den Plan ablehnen würde. Auch Nixon ging davon aus und beschwichtigte Meir im Vorfeld, indem er ihr am 24. Juli 1970 in einer schriftlichen Mitteilung  vorsorglich zusicherte, dass die USA auch nach einer Waffenruhe ihre wirtschaftlichen und militärischen Hilfen zugunsten von Israel aufrechterhalten würden. Er stellte zudem in Aussicht, dass sämtliche Regelungen über die besetzten Gebiete (diese umfassten auch den Sinai) und die endgültige Festlegung der Staatsgrenze erst zu einem späteren Zeitpunkt zur Verhandlung kommen würden. Zudem sollte es laut Nixon keinen Druck seitens der USA für eine Regelung in der Frage der Flüchtlinge geben, die den jüdischen Charakter Israels grundlegend verändern würde, oder zu Sicherheitsbedenken seitens von Israel führen würden.
Ein Teil der israelischen Öffentlichkeit bezeichnete den Rogers-Plan als „neue Balfour-Deklaration“. Im Juni 1970 legte Rogers einen Vorschlag für einen Waffenstillstand vor, welcher manchmal als zweiter Rogers-Plan bezeichnet wird. In Israel trat in der Folge die Partei Gachal von Menachem Begin aus der Regierung von Golda Meir aus. Diese ganz dem Denken von Wladimir Jabotinsky verhaftete radikale Rechte sah darin einen ihrer Meinung nach gefährlichen Präzedenzfall für ein Nachgeben in der Frage der israelischen Besitzansprüche über das ebenfalls seit 1967 besetzte Westjordanland.